# FK Mladost Bački Jarak
Fudbalski klub Mladost Bački Jarak (Mladost, FK Mladost; srpski ФK Mлaдocт Бaчки Japaк) je nogometni klub iz Bačkog Jarka, općina Temerin, Južnobački okrug, Vojvodina, Republika Srbija. 
 
U sezoni 2017./18. klub se natječe u Srpskoj ligi "Vojvodina", ligi trećeg ranga nogometnog prvenstva Srbije. 

## O klubu
Klub je osnovan 1947. godine. Najveći uspjeh kluba je igranje u Prvoj B ligi SR Jugoslavije u sezonama 1995./96. i 1996./97., te osvajanje Kupa Vojvodine 2016. godine.  

## Uspjei
Vojvođanska liga - Jug
- prvak: 2016./17.

Kup Vojvodine
- pobjednik: 2016.

## Poveznice
- srbijasport.net, FK Mladost Bački Jarak, profil kluba
- srbijasport.net, FK Mladost Bački Jarak, rezultati po sezonama
- soccerway.com, FK Mladost Bački Jarak, profil kluba